# Sangamon (lớp tàu sân bay hộ tống)
Lớp tàu sân bay hộ tống Sangamon là một nhóm bốn tàu sân bay hộ tống của Hải quân Hoa Kỳ từng phục vụ trong Chiến tranh Thế giới thứ hai.
Nguyên là những tàu chở dầu thuộc lớp Cimarron, được hạ thủy vào năm 1939 để sử dụng cho các mục đích dân sự, chúng được Hải quân Mỹ trưng dụng vào năm 1940 -1941 như những tàu chở dầu tiếp tế hạm đội, và vào đầu năm 1942 được cho ngừng hoạt động để cải biến thành các tàu sân bay hộ tống. Công việc cải biến mất khoảng sáu tháng, và từ cuối năm 1942 cho đến khi chiến tranh kết thúc, chúng đã tham gia hoạt động tại các chiến trường Địa Trung Hải, Đại Tây Dương và Thái Bình Dương. Ba chiếc trong lớp đã từng bị hư hại bởi máy bay tấn công cảm tử kamikaze Nhật Bản trong Trận chiến vịnh Leyte, nhưng tất cả đều sống sót qua cuộc chiến tranh. Chúng là những chiếc tàu xuất sắc của kiểu tàu chiến này, rộng rãi và chắc chắn với một sàn đáp lớn và có tầm nhìn bao quát, có độ ổn định tốt ngay cả khi biển động.
Những chiếc trong lớp được rút khỏi hoạt động không lâu sau khi chiến tranh kết thúc. Một số được giữ lại trong lực lượng dự bị và được xếp lại lớp thành những tàu sân bay trực thăng hộ tống (CVHE). Tất cả đều bị bán hoặc tháo dỡ vào đầu những năm 1960.

## Những chiếc trong lớp
| Tàu               | Đặt lườn            | Hạ thủy             | Hoạt động            | Số phận                                |
| Sangamon (CVE-26) | 13 tháng 3 năm 1939 | 4 tháng 11 năm 1939 | 23 tháng 10 năm 1940 | Bị bán để tháo dỡ 11 tháng 2 năm 1948  |
| Suwannee (CVE-27) | 3 tháng 6 năm 1938  | 4 tháng 3 năm 1939  | 16 tháng 7 năm 1941  | Bị bán để tháo dỡ 30 tháng 11 năm 1959 |
| Chenango (CVE-28) | 10 tháng 7 năm 1938 | 1 tháng 4 năm 1939  | 20 tháng 6 năm 1941  | Bị bán để tháo dỡ 12 tháng 2 năm 1960  |
| Santee (CVE-29)   | 31 tháng 5 năm 1938 | 4 tháng 3 năm 1939  | 30 tháng 10 năm 1940 | Bị bán để tháo dỡ 5 tháng 12 năm 1959  |